# Keelzak

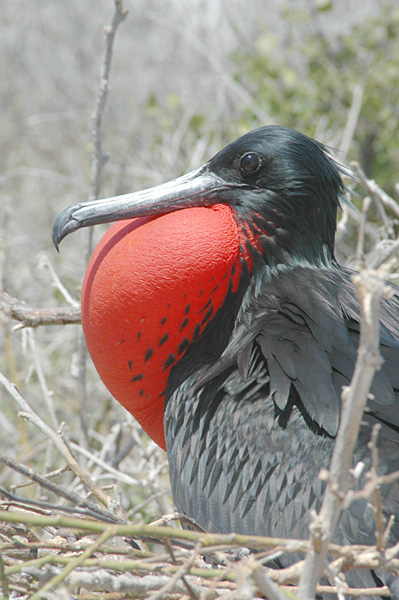
Een fregatvogel met opgezette keelzak

Een keelzak is een uitrekbaar deel van de huid aan de keel. Een keelzak dient verschillende doelen afhankelijk van de diergroep, zoals het verzamelen van voedsel zoals bij sommige vogels (pelikanen). Ook verschillende hagedissen zoals agamen en kameleons hebben een keelzak die wordt opgezet bij bedreiging. De kwaakblaas van kikkers zou ook als keelzak kunnen worden beschouwd.
Een keelzak is iets anders dan een keelwam, deze is eveneens beweeglijk maar komt alleen voor bij sommige hagedissen en dient ter communicatie of als secundair geslachtskenmerk. Ook een keelflap komt voor, dit is een onbeweeglijke huidflap aan de keel.